# Bedrag
Bedrag (en español: La ruta del dinero), es una serie de televisión danesa que comenzó el 1 de enero del 2016 creada por la cadena la cadena DR.
La serie fue creada por Jeppe Gjervig Gram, Jannik Tai Mosholt y Anders Frithiof August, y ha contado con la participación invitada de los actores Søren Malling, Jens Sætter-Lassen, Johannes Lassen, Thomas Voss, Sajjad Delafrooz, Rasmus Freimann Gattrup, Thomas Ernst, Thomas W. Gabrielsson, Ole Dupont, entre otros...

## Historia
La serie sigue tres historias: Mads Justesen, un oficial de policía que trabaja en un caso luego de encontrar un cadáver flotando en la costa, la causa aparente del suceso en un "accidente de trabajo" mientras se encontraba instalando unas turbinas en "Energreen", la mayor compañía eólica del país. Con la ayuda de Alf Rybjerg, un colega de la brigada de fraude pronto descubren que están ante un asunto mucho más turbio y comienzan a investigar lo que realmente está sucediendo dentro de la compañía.
Por otro lado en el interior de la compañía, su director Alexander Södergreen, es un hombre exitoso aunque algo no va bien con su compañía, bajo su mando se encuentra Claudia Moreno, una joven abogada y madre soltera, que trabaja en el departamento legal de la compañía y que tiene ansias de ascender, hasta que detecta una serie de anomalías internas que ponen en jaque la normalidad de la empresa.
Y por último, Nicky, un joven mecánico sin conexión aparente con la empresa, que tiene antecedentes penales por robo de coches. Sueña con cambiarse de casa a un barrio mejor junto con su esposa y su hijo recién nacido. Una ilusión a la que no pueden acceder con su sueldo, razón por la que se verá forzado a pensar si volverá a la vida criminal.
A Alexander, Claudia y Nicky los une un punto en común: la codicia. Nicky desea más dinero, Alexander quiere más poder y la ambición de Claudia la empuja a hacer lo que sea por escalar puestos.

## Personajes

### Personajes principales
| Actor             | Personaje         | Ocupación                           | Episodios | Duración        |
| ----------------- | ----------------- | ----------------------------------- | --------- | --------------- |
| Thomas Bo Larsen  | Mads Justesen     | Detective de la Policía             | 20        | 2016 - presente |
| Natalie Madueño   | Claudia Moreno    | Abogada de la Compañía "Energreen"  | 20        | 2016 - presente |
| Esben Smed Jensen | Nicky             | Mecánico / exladrón de autos        | 20        | 2016 - presente |
| Thomas Hwan       | Alf Rybjerg       | Detective del Escuadrón Antifraudes | 11        | 2016 - presente |
| David Dencik      | Simon Absalonsen  | -                                   | 10        | 2016 - presente |
| Sonja Richter     | Amanda Absalonsen | -                                   | 10        | 2016 - presente |

### Personajes secundarios
| Actor                   | Personaje             | Ocupación          | Episodios | Duración        |
| ----------------------- | --------------------- | ------------------ | --------- | --------------- |
| Line Kruse              | Kristina Justesen     | Esposa de Mads     | 20        | 2016 - presente |
| Lucas Hansen            | Bimse                 | Amigo de Nicky     | 19        | 2016 - presente |
| Julie Grundtvig Wester  | Lina                  | -                  | 19        | 2016 - presente |
| Claes Ljungmark         | P "The Swede"         | -                  | 19        | 2016 - presente |
| Villum Eneström Valsten | Bertram               | -                  | 17        | 2016 - presente |
| Johannes Bjørn Schwerin | Albert Justesen       | -                  | 16        | 2016 - presente |
| Kasper Leisner          | Steen                 | -                  | 16        | 2016 - presente |
| Waage Sandø             | Knud Christensen      | Presidente         | 15        | 2016 - presente |
| Signe Skov              | Henriette             | -                  | 14        | 2016 - presente |
| Michael Gade Thomsen    | -                     | Empleado de "SØIK" | 12        | 2016 - presente |
| Stine Stengade          | Nanna Riis            | -                  | 11        | 2016 - presente |
| Iben Ejsing Holdgaard   | Esther Justesen       | -                  | 9         | 2016 - presente |
| Henrik Noël Olesen      | Jan                   | -                  | 9         | 2016 - presente |
| Balder Staahle          | Milas                 | -                  | 9         | 2016 - presente |
| Anders Heinrichsen      | Jens Kristian         | -                  | 9         | 2016 - presente |
| Lars Simonsen           | Ulrik Skov            | -                  | 8         | 2016 - presente |
| Maibritt Saerens        | Susanne Birk Simonsen | -                  | 8         | 2016 - presente |
| Lai Yde                 | David                 | Doctor             | 6         | 2016 - presente |
| Peter Zandersen         | Jon                   | -                  | 5         | 2016 - presente |
| Christopher Læssø       | Mathias Thomsen       | -                  | 5         | 2016 - presente |

### Antiguos personajes principales
| Actor            | Personaje                    | Ocupación                                 | Episodios | Duración |
| ---------------- | ---------------------------- | ----------------------------------------- | --------- | -------- |
| Nikolaj Lie Kaas | Alexander "Sander" Sødergren | Director y CEO de la Compañía "Energreen" | 10        | 2016     |

## Producción
La serie fue dirigida por Søren Balle, Jannik Johansen, Mads Kamp Thulstrup, Per Fly, Søren Kragh-Jacobsen y Kaspar Munk. Cuenta con los escritores Jeppe Gjervig Gram, Jannik Tai Mosholt, Anders Frithiof August, Tobias Lindholm, Christian Gamst Miller-Harris y Maja Jul Larsen.
Está producida por Anders Toft Andersen, con el apoyo de los productores ejecutivos Piv Bernth, el post-productor Ellen Thomassen y las productoras de línea Sandra Foss y Veronica Lowes.
La música está a cargo de Tobias Wilner y Sara Savery, mientras que la cinematografía está en manos de Lars Reinholdt, Laust Trier-Mørk, Jonas Alarik, Niels Reedtz Johansen, Eric Kress, Martin Munch, Adam Wallensten, Franz Alexander Borde y Magnus Sort Eidemark.
La serie cuenta con la compañía de producción "Danmarks Radio (DR)", otra compañía relacionada en la serie es "Rhino Entertainment".
Desde el 2016 es distribuida por "Danmarks Radio (DR)" en la televisión de Dinamarca, por "Yleisradio (YLE)" en la televisión de Finlandia, por "Verenigde Arbeiders Radio Amateurs (VARA)" en la televisión y la primera temporada por "Lumière Home Entertainment" en Blu-ray y DVD en los Países Bajos. 
La cadena británica BBC Four adquirió los derechos de la serie para transmitirla en el Reino Unido.
La segunda temporada se estrenó en octubre del 2016 y se centra en un banco P2P.

### Emisión en otros países
| País         | Título            | Cadena   | Fecha de Inicio     | Fecha de Finalización |
| ------------ | ----------------- | -------- | ------------------- | --------------------- |
| Australia    | -                 | SBS      | 2016                | -                     |
| Bélgica      | Follow the Money  | Canvas   | 12 de marzo de 2016 | -                     |
| Canadá       | -                 | CBC      | 18 de junio de 2016 | -                     |
| Finlandia    | Bedrägeriet Petos | Yle Fem  | 12 de abril de 2016 | -                     |
| Países Bajos | Follow the Money  | VARA     | 7 de marzo de 2016  | -                     |
| Reino Unido  | Follow the Money  | BBC Four | 19 de marzo de 2016 | -                     |
| Rusia        | Обман             | -        | -                   | -                     |
| Suecia       | -                 | -        | 7 de agosto de 2016 | -                     |